# Henschel Typ Riebeck
Die Tenderlokomotiven Henschel Typ Riebeck wurden von der Lokomotivfabrik Henschel in Kassel als Industrielokomotiven gebaut. Es ist nicht genau bekannt, wie viele Lokomotiven von dieser Type gefertigt wurden. Das älteste bekannte Exemplar der Reihe stammt aus dem Jahr 1880. Die Type wurde bis 1941 gefertigt.
Ihr Einsatzgebiet waren besonders Werkbahnen. Einsätze bei Privatbahnen wie auf der Bahnstrecke Bergwitz–Kemberg sind bekannt. Die Lokomotiven waren bis etwa 1970 im Einsatz. Sechs Lokomotiven sind bis heute (2020) als Ausstellungsstück oder bei Museumsbahnen erhalten.

## Geschichte und Technik
Die Lokomotiven entstammen einem umfangreichen Programm von Tenderlokomotiven für Industrie- und Privatbahnen von Henschel in Kassel von B-gekuppelten Lokomotiven mit etwa 250 PS bis zum E-Kuppler mit etwa 800 PS. Sie wurden als Nassdampf-Lokomotiven gebaut. Der Typ Riebeck war eine der kleinsten Lokomotiven des Herstellers.
Die private Datenbank www.dampflokomotivarchiv.de listet 15 Lokomotiven auf. Bei den Zechen in Nordrhein-Westfalen sind weitere zehn zusätzliche Lokomotiven. Eine größere Stückzahl gefertigter Lokomotiven ist nicht auszuschließen.
Die Lokomotiven besaßen einen Innenrahmen mit in den Rahmenwangen eingenietetem Wasserkasten. Beidseitig vom Kessel war rechts ein kleinerer äußerer Wasserkasten und links vor dem Führerhaus ein Kohlenkasten für 0,8 t Kohle. Gleich hinter der Rauchkammer lag der Wassereinlassstutzen. Der eiserne Kessel besaß eine kupferne Feuerbüchse. Die schmiedeeisernen Speichenräder waren oberhalb des Umlaufes mit Blattfedern abgefedert. Die Lokomotiven besaßen einen relativ langen und schmalen Schornstein. Weiterhin besaßen sie als Kesselaufbauten den Dampf- sowie den Sanddom, der mechanisch beide Achsen von innen besandete, sowie ein Sicherheitsventil der Bauart Ramsbotton. Das Dampfläutewerk und die Pfeife waren auf dem Führerhausdach untergebracht.
Die Loks waren mit Handbremse ausgerüstet. Indirekte Bremsen von Knorr sind spätere Umbauten.

## Einsatz

### Nordrhein-Westfalen
Zusätzlich zu den bei www.dampflokomotivarchiv.de aufgenommenen Lokomotiven sind noch folgende Maschinen genannt:
- die älteste in der Literatur bekannte Lokomotive vom Typ Riebeck ist die Lokomotive mit der Fabriknummer Henschel 1103 aus dem Jahr 1880, die auf verschiedenen Zechen Dienst tat und um 1955 ausgemustert wurde.[1]
- 1887, Fabriknummer Henschel 2498, Zeche Königsborn. Die Ausmusterungsdaten der Lok sind nicht bekannt, 1940 wird sie nicht mehr erwähnt.[2]
- 1889, Fabriknummer Henschel 3117, Zeche Lothringen, ungefähr 1944 ausgemustert.[3]
- 1889, Fabriknummer Henschel 3118, Zeche Königsborn, ungefähr 1960 ausgemustert.[2]
- 1908, Fabriknummer Henschel 8871, Zeche Westfalen, 1956 verschrottet,[4]
- 1908, Fabriknummer Henschel 8872, Zeche Rheinelbe, ungefähr 1940 ausgemustert.[5]
- 1911, Fabriknummer Henschel 10319, Zeche Oespel und Zeche Carl Funke, 1933 ausgemustert,[6][7]
- 1912, Fabriknummer Henschel 11332, Zeche Sophia-Jacoba, 1961 verschrottet.[8]
- 1921, Fabriknummer Henschel 18273, Zechen Adler und Theodor.[9]

### Eisenbahn Bergwitz–Kemberg
Die Eisenbahn Bergwitz–Kemberg im Landkreis Wittenberg beschaffte 1902 von Henschel zwei Lokomotiven mit den Fabriknummern Henschel 6258 und Henschel 6259. Sie werden mit den Nummern 187 und 188 vom Provinzialverband Sachsen geführt. Die Loks gelangten 1950 zur Deutschen Reichsbahn und wurden mit den Nummern 98 6206–6207 belegt. Von 1953 bis 1959 fuhren die Lokomotiven auf der Bahnstrecke Dessau–Gohrau-Rehsen und waren dabei im Bahnbetriebswerk Dessau beheimatet. Sehr oft waren die Lokomotiven vermietet, 1959 wurden sie an ein Kies- und Betonwerk in Gerwisch abgegeben, wo sich ihre Spuren verlieren.

### Frankfurter Gasgesellschaft
Die Lok mit der Fabriknummer Henschel 10802 wurde 1912 an die Frankfurter Gasgesellschaft in Frankfurt/Main verkauft. Die Lok musste Kohlezüge, die damals noch für die Produktion von Stadtgas benötigt wurden, fahren, außerdem beförderte sie den nach dem Vergasen anfallenden Koks. Bis 1968 führte die Lok diese Dienste aus, dann wurde sie abgestellt. Die Lok ging 1971 an einen Privatmann in Frankfurt-Bergen-Enkheim. 1979 gelangte sie zu einem Fachgeschäft in Wuppertal-Barmen als Denkmal. Nach 20 Jahren auf dem Denkmalssockel gelangte die Lok 1999 zu der Prignitzer Eisenbahn und wurde mit dem Namen Pritzwalk wieder fahrfähig aufgebaut. Die Lok ist heute im Historischen Lokschuppen Wittenberge beheimatet.

### Weitere erhaltene Maschinen
Weitere fünf Lokomotiven sind an den verschiedensten Standorten in mehr oder weniger gutem Zustand als Standobjekte bis heute erhalten geblieben.